# United Airlines-vlucht 232
United Airlines-vlucht 232 was een Douglas DC-10 die op 19 juli 1989, onderweg van Denver naar Chicago, ten gevolge van problemen met een motor en de besturing een noodlanding moest maken in Sioux City, Iowa. Bij de landing verongelukte het vliegtuig.

## Chronologie
Ruim een uur na vertrek ontstonden, op de kruishoogte van ruim 11 kilometer, door metaalmoeheid scheuren in een van de bladen van de "fan" van motor 2. Het blad brak af en veroorzaakte een "uncontained engine failure" (het falen van de motor waarbij er delen van de motor naar buiten worden geslingerd). Hierdoor werden alle leidingen van de hydraulische systemen vernield, die noodzakelijk zijn voor het besturen van het vliegtuig. Vanaf dat moment kon het vliegtuig alleen nog bestuurd worden door met motoren 1 en 3 meer of minder vermogen te geven. Een DC-10-instructeur die als passagier meevloog, bood zijn assistentie aan. Hij hielp mee de gashendels te bedienen.
Om 15.20 uur werd door de gezagvoerder, Alfred (Al) C. Haynes, een noodsein gegeven. Als uitwijk werd een koers opgegeven naar Sioux City. Het vliegtuig wilde alleen nog bochten naar rechts maken.
Handmatig werd het landingsgestel uitgezet, en het vliegtuig maakte een sterke daling naar baan 22 van de luchthaven van Sioux City. Er was ook een langere baan, nummer 31, maar die was door het gebrek aan stuurmogelijkheden niet bereikbaar. De nooddiensten hadden echter verwacht dat Haynes zou willen landen op baan 31 en hadden zich daarom op baan 22 opgesteld, zodra bekend was dat het vliegtuig op baan 22 zou gaan landen werden de nooddiensten van de baan verwijderd.
Vlak voor de landing vloog de DC-10 met een snelheid van 444 km/h terwijl 260 km/h als veilige snelheid werd aangemerkt. De daalsnelheid bedroeg 9,4 m/s, ruim zesmaal de als veilig beschouwde 1,5 m/s. Om 16.00 uur lokale tijd crash-landde het vliegtuig, waarbij de rechter vleugeltip als eerste de grond raakte, direct gevolgd door het rechter landingsgestel. Het vliegtuig draaide, en sloeg meermalen zijdelings over de kop.

## Opmerkingen van de gezagvoerder
Gezagvoerder Haynes bleef gezien de omstandigheden zeer kalm en maakte zelfs een paar grappen, zoals deze:
Verkeersleiding Sioux City: U mag landen op elke landingsbaan die u wilt.
Gezagvoerder Haynes, grimmig lachend: Maar het moet wel op een landingsbaan zijn?
Er waren echter ook serieuzere opmerkingen, zoals (eveneens tegen de verkeersleiding): Wat je ook doet, hou ons bij de stad vandaan.

## Na de crash
111 van de 296 inzittenden vonden de dood, en er vielen 47 zwaar- en 125 lichtgewonden. Een van de zwaargewonden overleed een maand na de ramp alsnog aan de verwondingen die hij tijdens de ramp opliep.
Gezagvoerder Haynes gaf later drie redenen waarom er niet veel meer doden te betreuren waren:
1. De ramp vond plaats bij daglicht.
2. In zowel het regionaal traumacentrum als het brandwondencentrum vond net een dienstwissel plaats. Daardoor was er tweemaal zoveel medisch personeel aanwezig als gebruikelijk, zodat er veel meer gewonden konden worden behandeld.
3. Op het moment van de crash was een detachement van de Nationale Garde gelegerd op de luchthaven. Daardoor waren er direct 285 getrainde militairen aanwezig om bij de triage en evacuatie te ondersteunen.

Als een van deze dingen anders was geweest, was het aantal doden zeker veel hoger geweest, aldus Haynes.
Hoewel er veel slachtoffers te betreuren vielen, werd het kordate en vooral koelbloedige optreden van de bemanning geprezen. Dankzij hen was er ook een groot aantal overlevenden. Hun handelen wordt gezien als een schoolvoorbeeld van geslaagd crew resource management. De bemanning, in het bijzonder gezagvoerder Haynes, en de meehelpende passagier, Dennis E. Fitch, werden landelijk bekend.

## Afbeeldingen

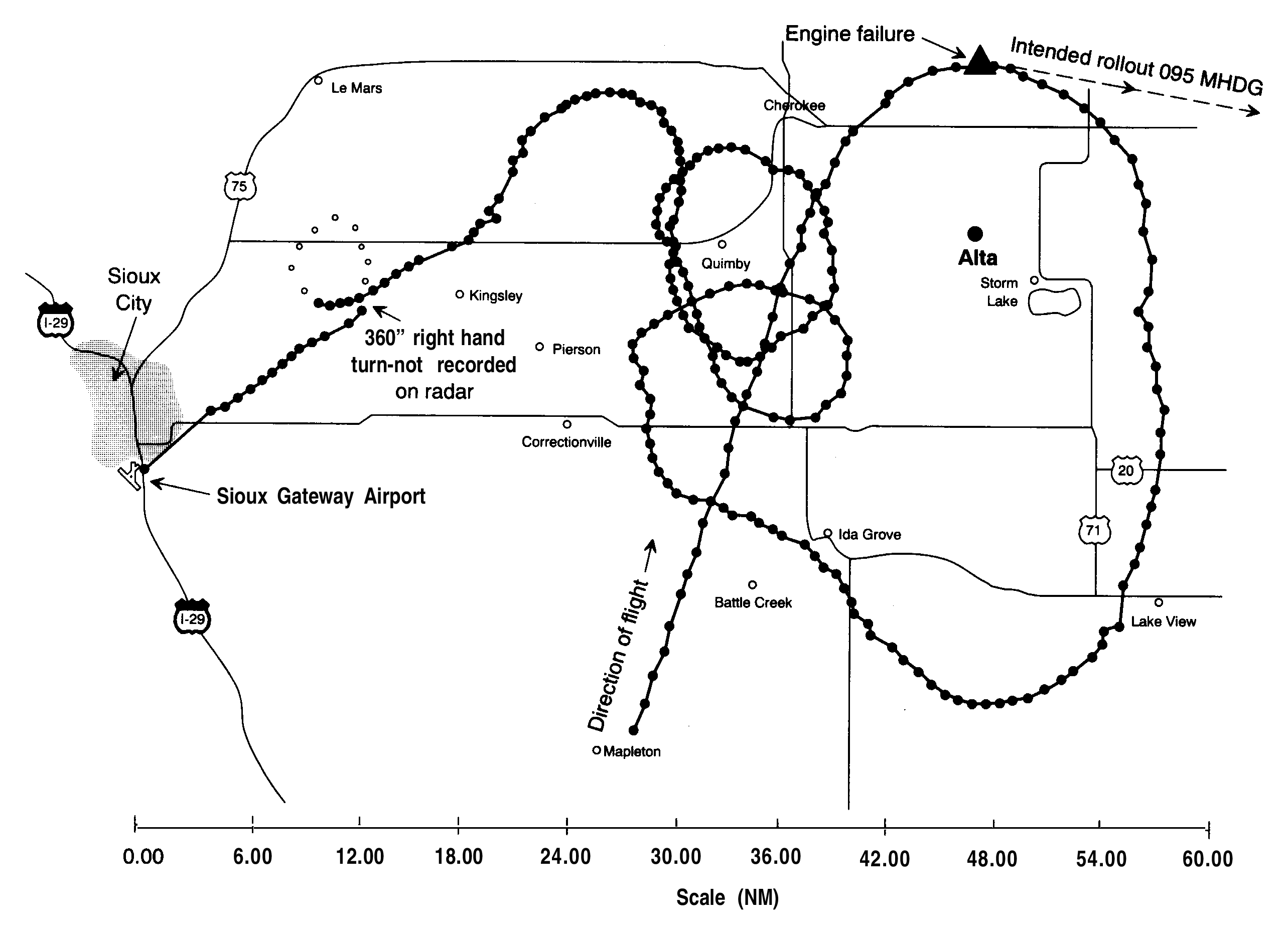
Vluchtroute
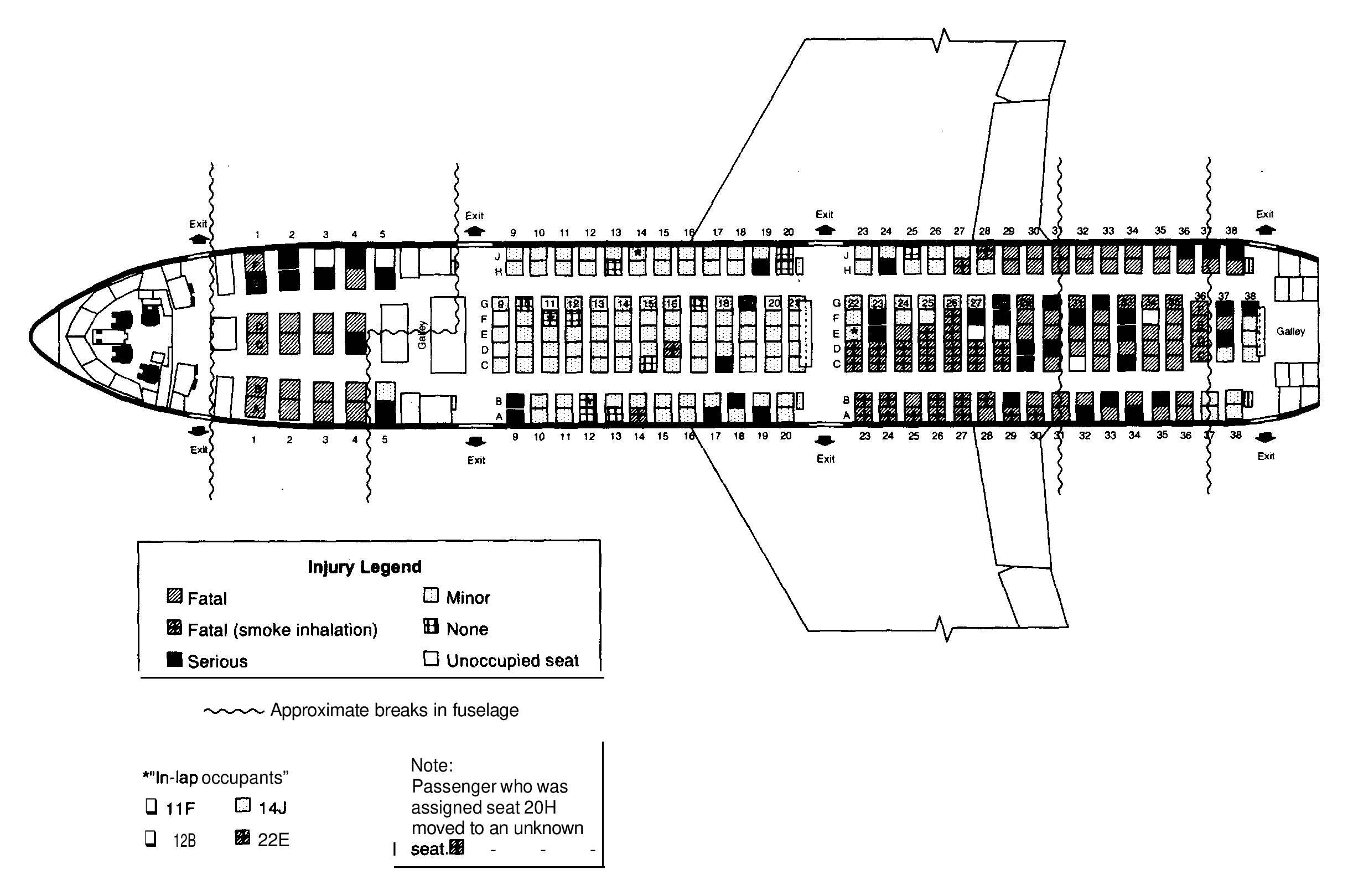
Lot inzittenden naar zitplaats

## Vergelijkbaar ongeval
- American Airlines-vlucht 96

British Midland 92 (8 januari) · Flying Tiger Line-vlucht 66 (19 februari) · United Airlines-vlucht 811 (24 februari) · Air Ontario-vlucht 1363 (10 maart) · Surinam Airways-vlucht 764 (7 juni) · Belgisch MiG-23 ongeluk (4 juli) · United Airlines-vlucht 232 (9 juli) · Varig-vlucht 254 (3 september) · Partnair-vlucht 394 (8 september) · UTA-vlucht 772 (19 september) · USAir-vlucht 5050 (20 september) · Avianca-vlucht 203 (27 november)